# Landschaftsschutzgebiet Grünlandkomplex bei Sauerland
Das Landschaftsschutzgebiet Grünlandkomplex bei Sauerland mit etwa 9,7 ha Flächengröße liegt im Gemeindegebiet von Leopoldshöhe. Es wurde 2001 mit dem Landschaftsplan Nr. 2 Leopoldshöhe/Oerlinghausen-Nord durch den Kreistag des Kreises Lippe als Landschaftsschutzgebiet (LSG) ausgewiesen.

## Beschreibung
Das Schutzgebiet liegt im Ortsteil Nienhagen (Leopoldshöhe) bzw. nordwestlich von Nienhagen. Im Nordwesten des LSG grenzt im Stadtgebiet Bielefeld das Naturschutzgebiet Eichen-Hainbuchenwald am Hövingsfeld an. An das LSG grenzen im Norden Wohnhäusern und im Süden ein Bauernhof an. Im Schutzgebiet liegt ein Wohnhaus, das nicht zum LSG gehört, wie eine Insel im LSG.  
Das LSG umfasst einen Grünlandkomplex In Gebiet Sauerland. Das Grünland wird von kleinen, teils naturnahen, Bächen durchzogen. An den Bächen stehen Ufergehölze mit Erlen und Weiden. Örtlich befinden sich Vernässungen und Feuchtgrünlandbereiche im Landschaftsschutzgebiet Grünlandkomplex bei Sauerland.

## Schutzzwecke für das LSG
Laut Landschaftsplan erfolgte die Ausweisung des LSG
- „zur Erhaltung und Wiederherstellung der Leistungsfähigkeit des Naturhaushaltes mit seinen vielfältigen Funktionen Wasserschutz, Klimaschutz, Bodenschutz, Biotop- und Artenschutz in einem durch Siedlungsbereiche, Streubebauung und Verkehr stark beanspruchten und z.T. beeinträchtigten Raum,“
- „zur Erhaltung der Nutzungsfähigkeit der Naturgüter,“
- „zur Erhaltung und Entwicklung des für den Planungsraum typischen Landschaftsbildes mit seinen prägenden Tälern, naturnahen Waldbeständen, geomorphologischen Ausprägungen und gliedernden und belebenden Elementen,“
- „zur Erhaltung und Sicherung der besonderen Bedeutung des Planungsraumes für die Erholung.“[1]

## Rechtliche Vorschriften
Im Landschaftsschutzgebiet ist unter anderem das Errichten von Bauten und Fischteichen verboten. Grün- und Brachland darf nicht in eine andere Nutzungsart umgewandelt oder umgebrochen werden. Es ist ferner verboten Hunde frei laufen zu lassen. Vom Verbot ist Hundeeinsatz bei der ordnungsgemäßen Jagd, auf Hof- und Gartenbereichen und der Einsatz von Hütehunden ausgenommen.